# Praon muyuense
Praon muyuense är en stekelart som beskrevs av Shi 2001. Praon muyuense ingår i släktet Praon och familjen bracksteklar. Inga underarter finns listade i Catalogue of Life.